# Liste der Kulturgüter in Tägerwilen
Die Liste der Kulturgüter in Tägerwilen enthält alle Objekte in der Gemeinde Tägerwilen im Kanton Thurgau, die gemäss der Haager Konvention zum Schutz von Kulturgut bei bewaffneten Konflikten, dem Bundesgesetz vom 20. Juni 2014 über den Schutz der Kulturgüter bei bewaffneten Konflikten sowie der Verordnung vom 29. Oktober 2014 über den Schutz der Kulturgüter bei bewaffneten Konflikten unter Schutz stehen.
Objekte der Kategorien A und B sind vollständig in der Liste enthalten, Objekte der Kategorie C fehlen zurzeit (Stand: 1. Januar 2023).

## Kulturgüter
| Foto |                                                                   | Objekt                                                   | Kat. | Typ | Standort                                 | Beschreibung |
| ---- | ----------------------------------------------------------------- | -------------------------------------------------------- | ---- | --- | ---------------------------------------- | --- |
| ja   | Datei hochladen · Wikidata zu Schloss Castell (Q2240512)          | Schloss Castell KGS-Nr.: 05177                           | A    | G   | Castellstrasse 727319 / 278594           | |
| ja   | Datei hochladen · Wikidata zu Schulhaus (Q133865725)              | Schulhaus KGS-Nr.: 03003                                 | B    | G   | Hauptstrasse 66 727168 / 279665          | |
| BW   | Datei hochladen · Wikidata zu Wohnhaus Unteren Mühle (Q133866118) | Wohnhaus Untere Mühle KGS-Nr.: 03094                     | B    | G   | Gottlieberstrasse 9 727355 / 280291      | |
| ja   | Datei hochladen · Wikidata zu Reformierte Kirche (Q29883425)      | Reformierte Kirche KGS-Nr.: 05178                        | B    | G   | Pflanzbergstrasse 6.1 727559 / 279632    | |
| ja   | Datei hochladen · Wikidata zu Wohnhaus Obermühle (Q29883428)      | Wohnhaus Obermühle KGS-Nr.: 11057                        | B    | G   | Sägestrasse 11 726629 / 279563           | |
| ja   | Datei hochladen · Wikidata zu Müller-Thurgau-Haus (Q29883420)     | Müller-Thurgau-Haus KGS-Nr.: 13809                       | B    | G   | Müller-Thurgau-Strasse 2 727427 / 279578 | |
| ja   | Datei hochladen · Wikidata zu Okenfiner Haus (Q29883423)          | Okenfiner Haus KGS-Nr.: 13810                            | B    | G   | Okenfinerstrasse 6 727680 / 279637       | Das Herrenhaus «Okenfiner» ist nach einer seit dem 15. Jahrhundert in Konstanz bezeugten Familie benannt. Das Anwesen wurde 1616 von dem Konstanzer Patrizier Hans Labhart als Freisitz neu erbaut.                                                                              |
| ja   | Datei hochladen · Wikidata zu Gut Hochstrass (Q29883415)          | Gut Hochstrass KGS-Nr.: 13811                            | B    | G   | Gut Hochstrasse 1 729155 / 279190        | Das Schlossgut «Hochstrass» wurde Anfang des 16. Jahrhunderts von der Familie de Gall anstelle einer Wasserburg gleichen Namens erbaut. Das Anwesen erhielt seine heutige L-förmig Gestalt als es um 1700 grundlegend von den Herren von Landsee (zu Hochstrass) erneuert wurde. |
| ja   | Datei hochladen · Wikidata zu Castell (Q29883426)                 | Unter-Chastel, mittelalterliche Burgruine KGS-Nr.: 13887 | B    | F   | Castellstrasse 727400 / 278540           | |